# 水牛縣 (內布拉斯加州)
水牛縣（英語：Buffalo County）是美國內布拉斯加州中南部的一個縣。面積2,526平方公里。根據美國2000年人口普查，共有人口42,259。2010年人口增至46,102。縣治卡尼。
成立於1855年3月14日。縣名來自當地的美洲野牛。